# Llista d'asteroides/180301-180400
| Nom      | Designació provisional | Data de descobriment   | Lloc de descobriment | Descobridor/s  |
| -------- | ---------------------- | ---------------------- | -------------------- | -------------- |
| 180301 - | 2003 WE139             | 21 de novembre de 2003 | Socorro              | LINEAR         |
| 180302 - | 2003 WR139             | 21 de novembre de 2003 | Socorro              | LINEAR         |
| 180303 - | 2003 WQ140             | 21 de novembre de 2003 | Socorro              | LINEAR         |
| 180304 - | 2003 WW140             | 21 de novembre de 2003 | Socorro              | LINEAR         |
| 180305 - | 2003 WD151             | 24 de novembre de 2003 | Palomar              | NEAT           |
| 180306 - | 2003 WQ160             | 30 de novembre de 2003 | Kitt Peak            | Spacewatch     |
| 180307 - | 2003 WA162             | 30 de novembre de 2003 | Kitt Peak            | Spacewatch     |
| 180308 - | 2003 WF170             | 20 de novembre de 2003 | Catalina             | CSS            |
| 180309 - | 2003 XR                | 3 de desembre de 2003  | Socorro              | LINEAR         |
| 180310 - | 2003 XF1               | 1 de desembre de 2003  | Kitt Peak            | Spacewatch     |
| 180311 - | 2003 XQ2               | 1 de desembre de 2003  | Socorro              | LINEAR         |
| 180312 - | 2003 XC3               | 1 de desembre de 2003  | Socorro              | LINEAR         |
| 180313 - | 2003 XY3               | 1 de desembre de 2003  | Socorro              | LINEAR         |
| 180314 - | 2003 XR4               | 1 de desembre de 2003  | Socorro              | LINEAR         |
| 180315 - | 2003 XD7               | 3 de desembre de 2003  | Socorro              | LINEAR         |
| 180316 - | 2003 XQ7               | 1 de desembre de 2003  | Socorro              | LINEAR         |
| 180317 - | 2003 XS7               | 1 de desembre de 2003  | Socorro              | LINEAR         |
| 180318 - | 2003 XE12              | 14 de desembre de 2003 | Palomar              | NEAT           |
| 180319 - | 2003 XR21              | 14 de desembre de 2003 | Kitt Peak            | Spacewatch     |
| 180320 - | 2003 XA26              | 1 de desembre de 2003  | Socorro              | LINEAR         |
| 180321 - | 2003 XG38              | 4 de desembre de 2003  | Socorro              | LINEAR         |
| 180322 - | 2003 YK2               | 17 de desembre de 2003 | Črni Vrh             | Črni Vrh       |
| 180323 - | 2003 YJ4               | 16 de desembre de 2003 | Catalina             | CSS            |
| 180324 - | 2003 YQ4               | 17 de desembre de 2003 | Socorro              | LINEAR         |
| 180325 - | 2003 YQ5               | 16 de desembre de 2003 | Catalina             | CSS            |
| 180326 - | 2003 YW12              | 17 de desembre de 2003 | Anderson Mesa        | LONEOS         |
| 180327 - | 2003 YD16              | 17 de desembre de 2003 | Anderson Mesa        | LONEOS         |
| 180328 - | 2003 YE16              | 17 de desembre de 2003 | Anderson Mesa        | LONEOS         |
| 180329 - | 2003 YH17              | 17 de desembre de 2003 | Kitt Peak            | Spacewatch     |
| 180330 - | 2003 YE21              | 17 de desembre de 2003 | Kitt Peak            | Spacewatch     |
| 180331 - | 2003 YN21              | 17 de desembre de 2003 | Kitt Peak            | Spacewatch     |
| 180332 - | 2003 YQ21              | 17 de desembre de 2003 | Kitt Peak            | Spacewatch     |
| 180333 - | 2003 YE29              | 17 de desembre de 2003 | Kitt Peak            | Spacewatch     |
| 180334 - | 2003 YN30              | 18 de desembre de 2003 | Socorro              | LINEAR         |
| 180335 - | 2003 YC33              | 16 de desembre de 2003 | Catalina             | CSS            |
| 180336 - | 2003 YO34              | 18 de desembre de 2003 | Socorro              | LINEAR         |
| 180337 - | 2003 YZ35              | 19 de desembre de 2003 | Socorro              | LINEAR         |
| 180338 - | 2003 YS37              | 18 de desembre de 2003 | Kitt Peak            | Spacewatch     |
| 180339 - | 2003 YJ42              | 19 de desembre de 2003 | Kitt Peak            | Spacewatch     |
| 180340 - | 2003 YN47              | 18 de desembre de 2003 | Socorro              | LINEAR         |
| 180341 - | 2003 YQ55              | 19 de desembre de 2003 | Socorro              | LINEAR         |
| 180342 - | 2003 YH58              | 19 de desembre de 2003 | Socorro              | LINEAR         |
| 180343 - | 2003 YX60              | 19 de desembre de 2003 | Socorro              | LINEAR         |
| 180344 - | 2003 YB61              | 19 de desembre de 2003 | Socorro              | LINEAR         |
| 180345 - | 2003 YE63              | 19 de desembre de 2003 | Socorro              | LINEAR         |
| 180346 - | 2003 YA64              | 19 de desembre de 2003 | Socorro              | LINEAR         |
| 180347 - | 2003 YK65              | 19 de desembre de 2003 | Socorro              | LINEAR         |
| 180348 - | 2003 YS68              | 19 de desembre de 2003 | Socorro              | LINEAR         |
| 180349 - | 2003 YW71              | 18 de desembre de 2003 | Socorro              | LINEAR         |
| 180350 - | 2003 YR73              | 18 de desembre de 2003 | Socorro              | LINEAR         |
| 180351 - | 2003 YV73              | 18 de desembre de 2003 | Socorro              | LINEAR         |
| 180352 - | 2003 YD75              | 18 de desembre de 2003 | Socorro              | LINEAR         |
| 180353 - | 2003 YG75              | 18 de desembre de 2003 | Socorro              | LINEAR         |
| 180354 - | 2003 YL76              | 18 de desembre de 2003 | Socorro              | LINEAR         |
| 180355 - | 2003 YK78              | 18 de desembre de 2003 | Socorro              | LINEAR         |
| 180356 - | 2003 YO82              | 18 de desembre de 2003 | Socorro              | LINEAR         |
| 180357 - | 2003 YM84              | 19 de desembre de 2003 | Socorro              | LINEAR         |
| 180358 - | 2003 YA85              | 19 de desembre de 2003 | Socorro              | LINEAR         |
| 180359 - | 2003 YQ85              | 19 de desembre de 2003 | Socorro              | LINEAR         |
| 180360 - | 2003 YJ91              | 20 de desembre de 2003 | Socorro              | LINEAR         |
| 180361 - | 2003 YS93              | 21 de desembre de 2003 | Socorro              | LINEAR         |
| 180362 - | 2003 YA94              | 21 de desembre de 2003 | Kitt Peak            | Spacewatch     |
| 180363 - | 2003 YZ94              | 19 de desembre de 2003 | Socorro              | LINEAR         |
| 180364 - | 2003 YG106             | 22 de desembre de 2003 | Socorro              | LINEAR         |
| 180365 - | 2003 YZ106             | 22 de desembre de 2003 | Kitt Peak            | Spacewatch     |
| 180366 - | 2003 YA109             | 22 de desembre de 2003 | Socorro              | LINEAR         |
| 180367 - | 2003 YQ110             | 22 de desembre de 2003 | Needville            | D. Wells       |
| 180368 - | 2003 YB111             | 27 de desembre de 2003 | Desert Eagle         | W. K. Y. Yeung |
| 180369 - | 2003 YQ111             | 23 de desembre de 2003 | Socorro              | LINEAR         |
| 180370 - | 2003 YB120             | 27 de desembre de 2003 | Socorro              | LINEAR         |
| 180371 - | 2003 YW122             | 27 de desembre de 2003 | Socorro              | LINEAR         |
| 180372 - | 2003 YH125             | 27 de desembre de 2003 | Socorro              | LINEAR         |
| 180373 - | 2003 YJ125             | 27 de desembre de 2003 | Socorro              | LINEAR         |
| 180374 - | 2003 YW127             | 27 de desembre de 2003 | Socorro              | LINEAR         |
| 180375 - | 2003 YH129             | 27 de desembre de 2003 | Socorro              | LINEAR         |
| 180376 - | 2003 YC131             | 28 de desembre de 2003 | Socorro              | LINEAR         |
| 180377 - | 2003 YC134             | 28 de desembre de 2003 | Socorro              | LINEAR         |
| 180378 - | 2003 YE134             | 28 de desembre de 2003 | Socorro              | LINEAR         |
| 180379 - | 2003 YR136             | 18 de desembre de 2003 | Palomar              | NEAT           |
| 180380 - | 2003 YO139             | 28 de desembre de 2003 | Socorro              | LINEAR         |
| 180381 - | 2003 YG140             | 28 de desembre de 2003 | Socorro              | LINEAR         |
| 180382 - | 2003 YV144             | 28 de desembre de 2003 | Socorro              | LINEAR         |
| 180383 - | 2003 YJ146             | 28 de desembre de 2003 | Socorro              | LINEAR         |
| 180384 - | 2003 YF147             | 29 de desembre de 2003 | Socorro              | LINEAR         |
| 180385 - | 2003 YJ151             | 29 de desembre de 2003 | Catalina             | CSS            |
| 180386 - | 2003 YS153             | 29 de desembre de 2003 | Catalina             | CSS            |
| 180387 - | 2003 YQ168             | 18 de desembre de 2003 | Socorro              | LINEAR         |
| 180388 - | 2003 YU171             | 18 de desembre de 2003 | Kitt Peak            | Spacewatch     |
| 180389 - | 2004 AD2               | 13 de gener de 2004    | Anderson Mesa        | LONEOS         |
| 180390 - | 2004 AM7               | 13 de gener de 2004    | Anderson Mesa        | LONEOS         |
| 180391 - | 2004 AO7               | 13 de gener de 2004    | Anderson Mesa        | LONEOS         |
| 180392 - | 2004 AQ7               | 13 de gener de 2004    | Anderson Mesa        | LONEOS         |
| 180393 - | 2004 AC10              | 15 de gener de 2004    | Kitt Peak            | Spacewatch     |
| 180394 - | 2004 AG10              | 15 de gener de 2004    | Kitt Peak            | Spacewatch     |
| 180395 - | 2004 AH13              | 13 de gener de 2004    | Kitt Peak            | Spacewatch     |
| 180396 - | 2004 BK2               | 16 de gener de 2004    | Palomar              | NEAT           |
| 180397 - | 2004 BB5               | 16 de gener de 2004    | Palomar              | NEAT           |
| 180398 - | 2004 BC10              | 16 de gener de 2004    | Palomar              | NEAT           |
| 180399 - | 2004 BN11              | 16 de gener de 2004    | Palomar              | NEAT           |
| 180400 - | 2004 BD12              | 16 de gener de 2004    | Palomar              | NEAT           |